# Corbett (Oregon)
Corbett az Amerikai Egyesült Államok északnyugati részén, Oregon állam Multnomah megyéjében, a Historic Columbia River Highway mentén elhelyezkedő önkormányzat nélküli település.
1895-ben felvette Henry W. Corbett szenátor nevét, aki 1885-ben a térségben farmot vásárolt.

## Oktatás
A település két iskolájának fenntartója a Corbetti Tankerület.

## Nevezetes személyek
- Billy Oskay, zenész
- Dave Stief, amerikaifutball-játékos
- Fritz Springmeier, író
- Jeff Lucas, tengerészgyalogos
- Julius Meier, politikus
- Patti Smith, politikus

## Fordítás
- Ez a szócikk részben vagy egészben  a   Corbett, Oregon című angol Wikipédia-szócikk ezen változatának fordításán alapul.  Az eredeti cikk szerkesztőit annak laptörténete sorolja fel. Ez a jelzés csupán a megfogalmazás eredetét és a szerzői jogokat jelzi, nem szolgál a cikkben szereplő információk forrásmegjelöléseként.